# Grant Street Station
Grant Street Station, también conocida como B&O Pittsburgh Terminal, era una estación de trenes de pasajeros en Grant Street, en el centro de Pittsburgh, Pensilvania. El Ferrocarril de Baltimore y Ohio (B&O) anunció sus planes el 3 de mayo de 1955, después de vender la estación B&O original que bordea el río Monongahela al estado para la construcción de la Interestatal 376. Se inauguró en 1957 para dar servicio al tráfico ferroviario de cercanías; todo el tráfico interurbano continuó utilizando la estación de Pittsburgh and Lake Erie Railroad (P&LE) (ahora llamada Station Square). Grant Street fue la última estación de tren de propiedad privada construida en Pensilvania.
Después de que la Autoridad Portuaria del condado de Allegheny (PAT) asumiera el control de la ruta de cercanías Pittsburgh — McKeesport — Versalles de B&O en 1975 (que cambió el nombre de PATrain), Grant Street continuó sirviendo como el depósito de Pittsburgh para este servicio. PAT suspendió el servicio en 1989; La propia Grant Street fue demolida en 1998, y sobre el se edificó la PNC Firstside Complex y la estación de tren ligero First Avenue.